# El asesino del nudo
El asesino del nudo (en inglés, The Clovehitch Killer) es una película estadounidense de 2018.

## Sinopsis
Tyler es un adolescente que vive en un ambiente sano en una ciudad tranquila. Participa en la tropa de scouts que coordina su padre, el carpintero Don, además de las actividades de la iglesia que frecuenta toda su familia. Después de que descubre evidencia que incrimina a Don, la relación entre padre e hijo sigue un rumor inquietante.

## Reparto
- Charlie Plummer .... Tyler
- Dylan McDermott .... Don
- Samantha Mathis .... Cindy
- Madisen Beaty .... Kassi
- Brenna Sherman .... Susie
- Lance Chantiles-Wertz ... Billy